# Organon & Co.
Organon & Co. — международная фармацевтическая компания со штаб-квартирой в Джерси-Сити (штат Нью-Джерси, США). Была образована в 2020 году отделением от Merck & Co.

## История
Компания Organon была основана в 1923 году в Нидерландах. После ряда слияний химических и фармацевтических компаний страны в 1969 году образовалась компания Akzo, а после объединения в 1994 году со шведской группой Nobel Industries возник конгломерат AkzoNobel. В 2007 году фармацевтический бизнес, включая Organon, был продан за 14 млрд долларов американской компании Schering-Plough. Эта компания, в свою очередь, через два года была поглощена Merck & Co. В феврале 2020 года началась подготовка к отделению части активов Merck в самостоятельную компанию Organon & Co., процесс завершился в июне 2021 года размещением акций Organon на Нью-Йоркской фондовой бирже.

## Деятельность
Производственные мощности находятся в Бельгии, Бразилии, Индонезии, Мексике, Нидерландах и Великобритании. Географическое распределение выручки за 2021 год:
- Канада и Европа — 1,74 млрд долларов;
- США — 1,38 млрд долларов;
- Япония и Азиатско-Тихоокеанский регион — 1,17 млрд долларов;
- Китай — 0,93 млрд долларов;
- Латинская Америка, Ближний Восток, Россия и Африка — 0,84 млрд долларов.

Основные подразделения по состоянию на 2021 год:
- Women’s Health — контрацептивы и гинекологические препараты, выручка 1,61 млрд долларов;
- Biosimilars — продажа разработанных в США препаратов в других странах, выручка 424 млн долларов;
- Established Brands — производство и продажа препаратов, утративших патентную защиту, 4,07 млрд долларов.